# Dună

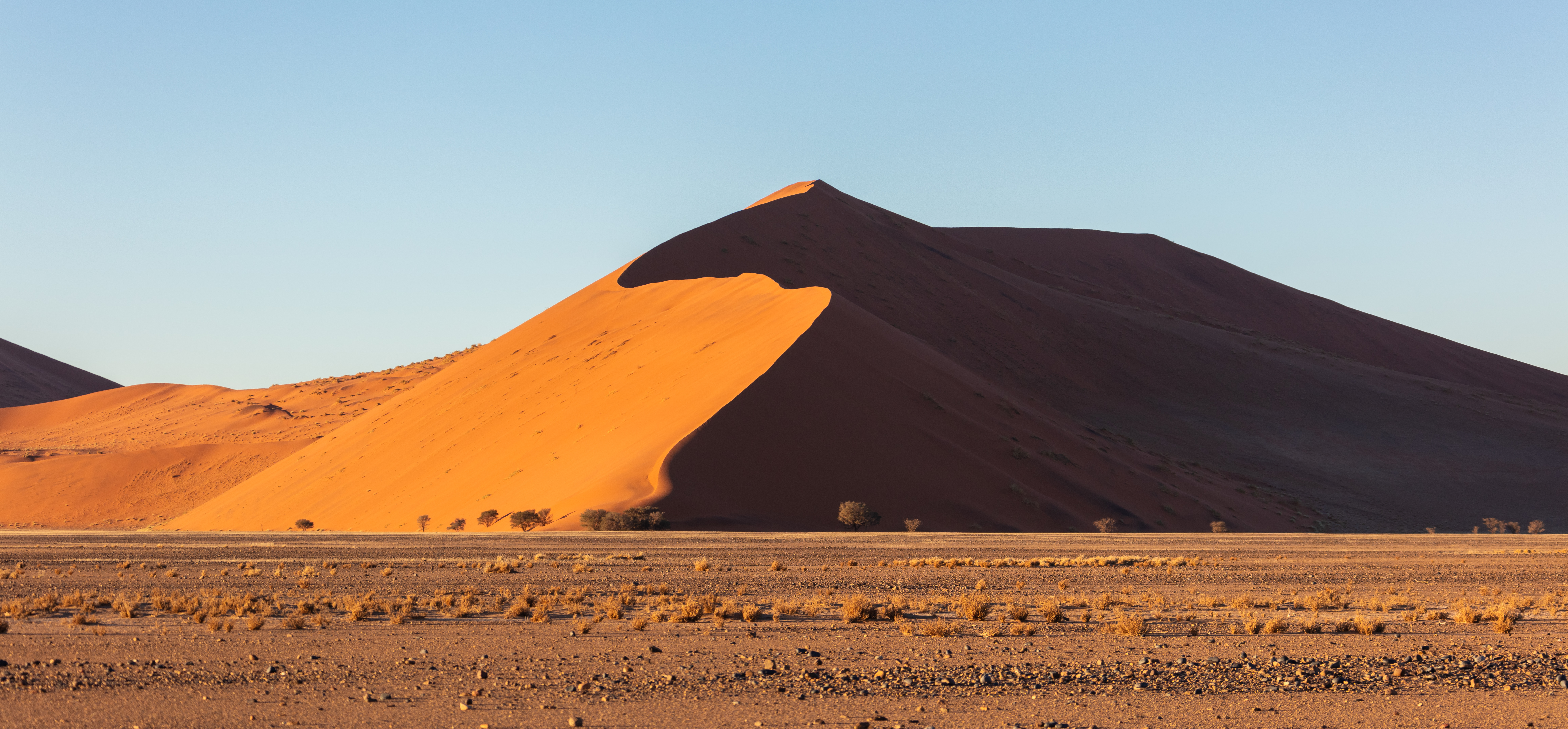
Dună de nisip în Deşertul Namib

O dună este o colină de nisip pe marginea mării, pe cursurile inferioare al unor râuri sau în pustiuri.
Ia naștere sub acțiunea vântului și sunt orientate transversal față de direcția acestuia, având un versant lin (îndreptat în direcția din care bate vântul) și un altul abrupt.
Există și dune longitudinale, cu versanți simetrici.
Înălțimea unei dune este de 10-20 de metri, dar uneori poate depăși 100 m.
Dunele ating un profil caracteristic de echilibru care poate fi împărțit în trei componente:
- panta de eroziune sau panta dinspre vânt,
- creasta,
- panta de acumulare sau panta de sub vânt.

Măsurătorile au arătat că panta de eroziune variază între 10 si 15° și este în contrast cu panta de acumulare unde nisipul se află în apropierea unghiului de repaus, între 30 - 35°. Creasta, zona de separare între eroziune și depunere pe o dună, este de obicei convexă, dar pe dunele foarte mari convexitatea poate dispărea. Nisipul erodat de pe panta dinspre vânt se acumulează pe panta de sub vânt, astfel că dunele se mișcă în direcția vânturilor dominante. Ratele de deplasare a dunelor depind de tipul și dimensiunea dunelor și de frecvența și forța vânturilor. Tipice sunt rate de 10 - 20 m/an.
Când cantitățile de nisip sunt mari, dunele se unesc, formând lanțuri întinse.
Dunele se deplasează în direcția vântului dominant, de obicei cu câțiva metri pe an.
Înaintarea acestora poate fi oprită prin fixarea cu ajutorul vegetației.
În România există dune pe terasele Dunării și în Delta Dunării, pe cursul inferior al unor râuri din Câmpia Dunării, Câmpia Tisei (Valea lui Mihai), în Banat (Teremia Mare), Moldova de sud și pe litoralul Mării Negre.